# Сан-Ніколас-де-лос-Арройос
Сан-Нікола́с-де-лос-Арро́йос (ісп. San Nicolás de los Arroyos) — місто в аргентинській провінції Буенос-Айрес, адміністративний центр округу Сан-Ніколас.

## Історія
1626 року губернатор Ріо-де-ла-Плати Ернандо Ар'яс де Сааведра наказав збудувати у місцевості, де зараз знаходиться Сан-Ніколас-де-лос-Арройос поселення, яке стало відомим під назвою Лас-Ерманас. Це було перше поселення європейських колоністів на цій території. 
1730 року було створено парафію Лос-Арройос. 1744 року було проведено перший перепис населення у цій парафії. Чисельність населення у ній склала 948 осіб.

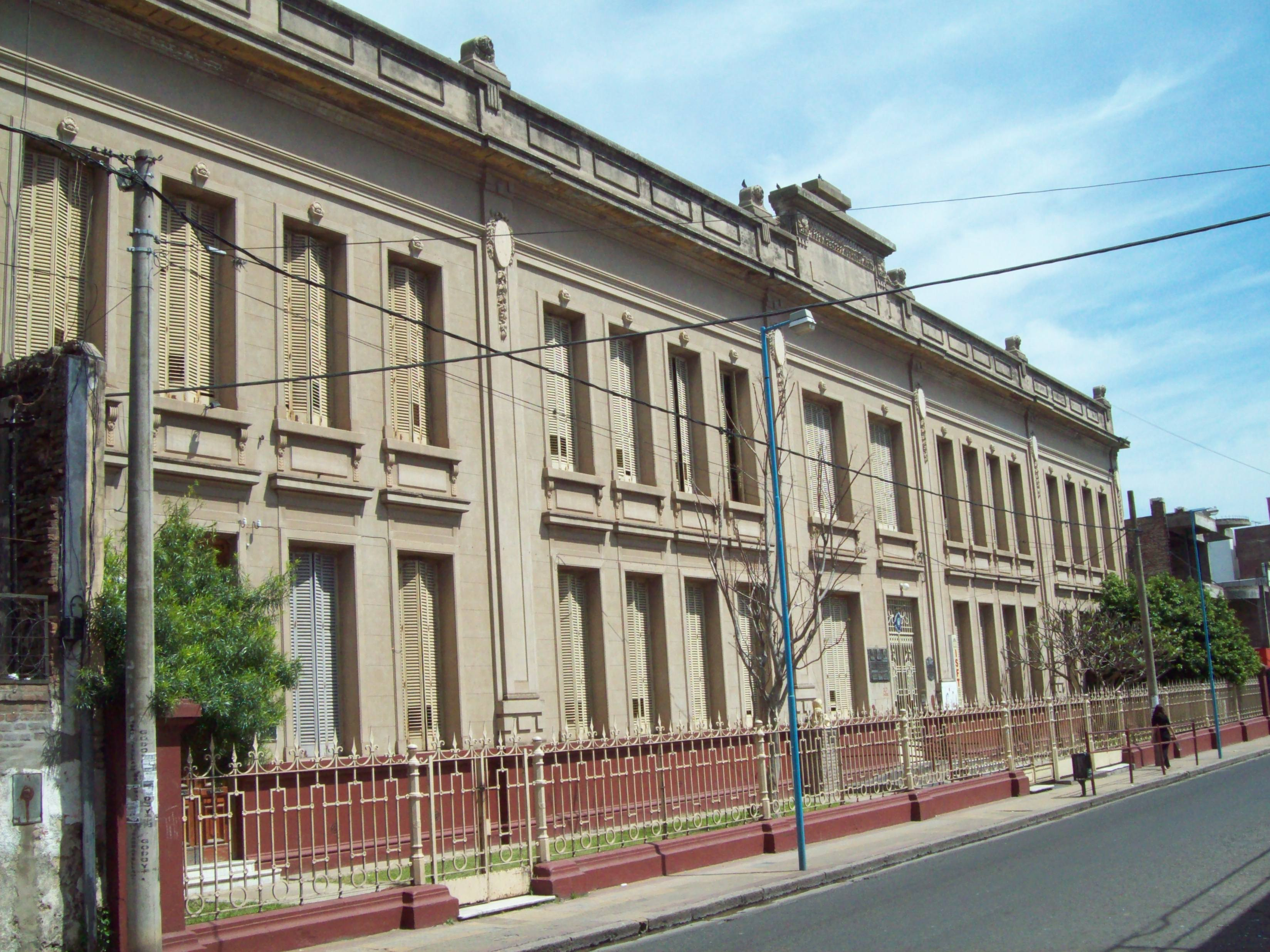
Школа №1

14 квітня 1748 року вважається днем заснування міста Сан-Ніколас-де-лос-Арройос. У цей день дружина Рафаеля де Агілара отримала у спадок від батька велику земельну ділянку у цій місцевості. Загалом землі подружжя Агіларів нині складають округ Сан-Ніколас. Рафаель де Агілар зайнявся організацією поселення і дав йому назву Сан-Ніколас на честь Святого Миколая з Мир Лікійських, який вважався покровителем родини.
1755 року у поселенні було збудовано каплицю, присвячену Св. Миколаю, яка простояла майже сто років, поки не була знищена пожежею.
1766 року було призначено першого мера Сан-Ніколаса. Ним став Симон Гонсалес.
1774 року у Сан-Ніколасі при церкві було відкрито першу школу. 

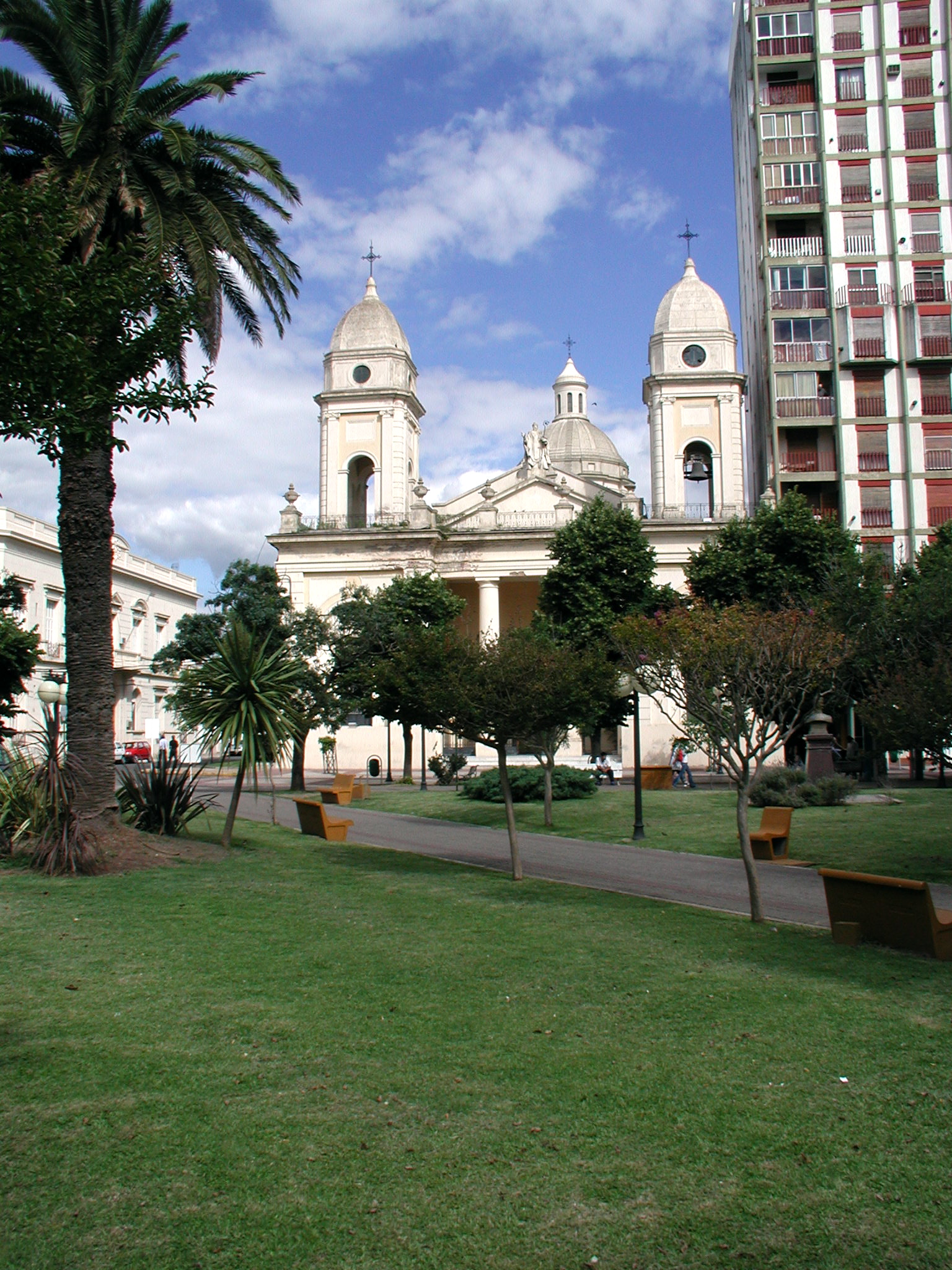
Кафедральний собор

1775 року було вперше офіційно затверджено межі Сан-Ніколаса.
1819 року Національний конгрес Аргентини надає Сан-Ніколасу статус міста. 1821 року Святий Миколай був офіційно названий покровителем міста.
1827 року у місті було встановлене першу систему освітлення вулиць.
Близькість до кордону між Буенос-Айресом і двома іншими великими аргентинськими провінціями зробила місто місцем запеклої боротьби між федералістами і унітаріями у ході громадянської війни в середині 19 ст. 31 травня 1852 року у Сан-Ніколасі було підписано Сан-Ніколасський договір, який передбачав скликання асамблеї для затвердження Конституції Аргентини й подальшу організацію Аргентинської республіки.
1852 року розпочалося будівництво міського Кафедрального собору на заміну старої каплиці.
1857 року у місті починає виходити перша газета.
1868 року у Сан-Ніколасі трапилася велика епідемія холери, а 1876 року - черевного тифу. 

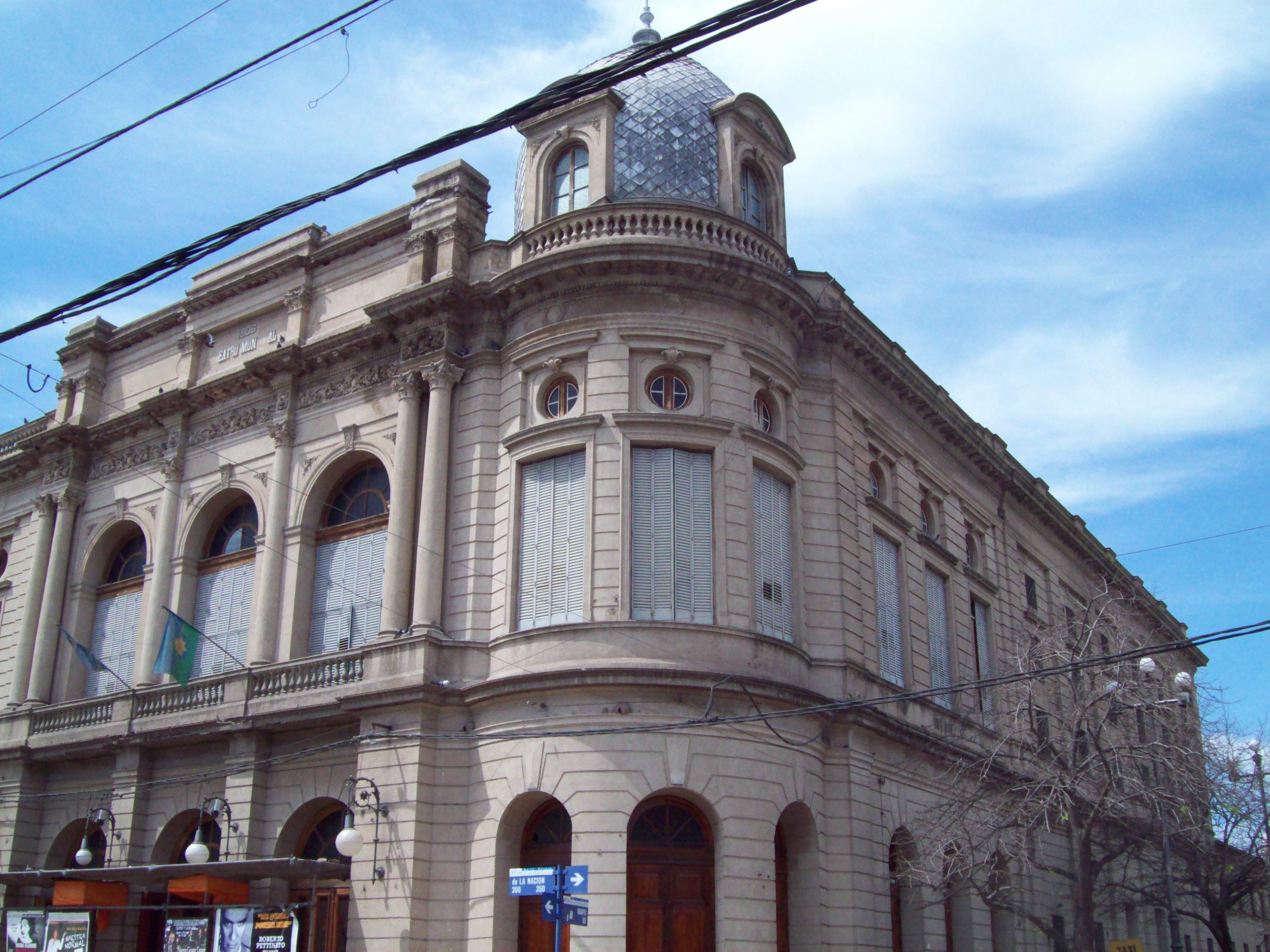
Муніципальний театр

З 1880-х років розпочинається стрімкий розвиток міста. 1882 року у місті відкривається перший у Південній Америці холодокомбінат, який починає випускати заморожені м'ясопродукти. 1884 року до Сан-Ніколаса приходить залізниця, що значно полегшило зв'язки з сусідніми великими містами Буенос-Айрес і Росаріо, що дало поштовх до розвитку усіх галузей економіки міста. У це десятиріччя у місті організовують газове освітлення вулиць і відкривають першу трамвайну лінію. Місто стає другим в Аргентині, де починають використовувати електроенергію для потреб населення.
1908 року у Сан-Ніколас-де-лос-Арройосі відкривається Муніципальний театр імені Рафаеля де Агілара.
За часів правління Перона у місті будується три значних індустріальних об'єкта: електростанція, металургійний і спиртовий завод. Металургійний комбінат стає найбільшим в Аргентині.
1961 року місто було газифіковано.

## Населення
Сан-Ніколас-де-лос-Арройос — п'яте за величиною місто провінції Буенос-Айрес. Навколо міста зосереджується міська агломерація Великий Сан-Ніколас-де-лос-Арройос, до складу якої окрім самого Сан-Ніколаса входять населені пункти Кампос-Сальєс і Арройо-дель-Медіо.

## Економіка
Економіка міста Сан-Ніколас-де-лос-Арройос сильно залежить від металургійного комбінату «Ternium». Також важливими є сільське господарство і діяльність порту. Порт знаходиться на р. Парана, яка у цьому місці має глибину 34 м, тому він здатний приймати досить великі судна. Основною продукцією, яка проходить через порт, є зерно і сталь.
З 1980-х років у місті почав розвиватися туризм, передусім релігійний. Паломники відвідують Сан-Ніколас-де-лос-Арройос, щоб побачити місце, де жінці було видіння Діви Марії.

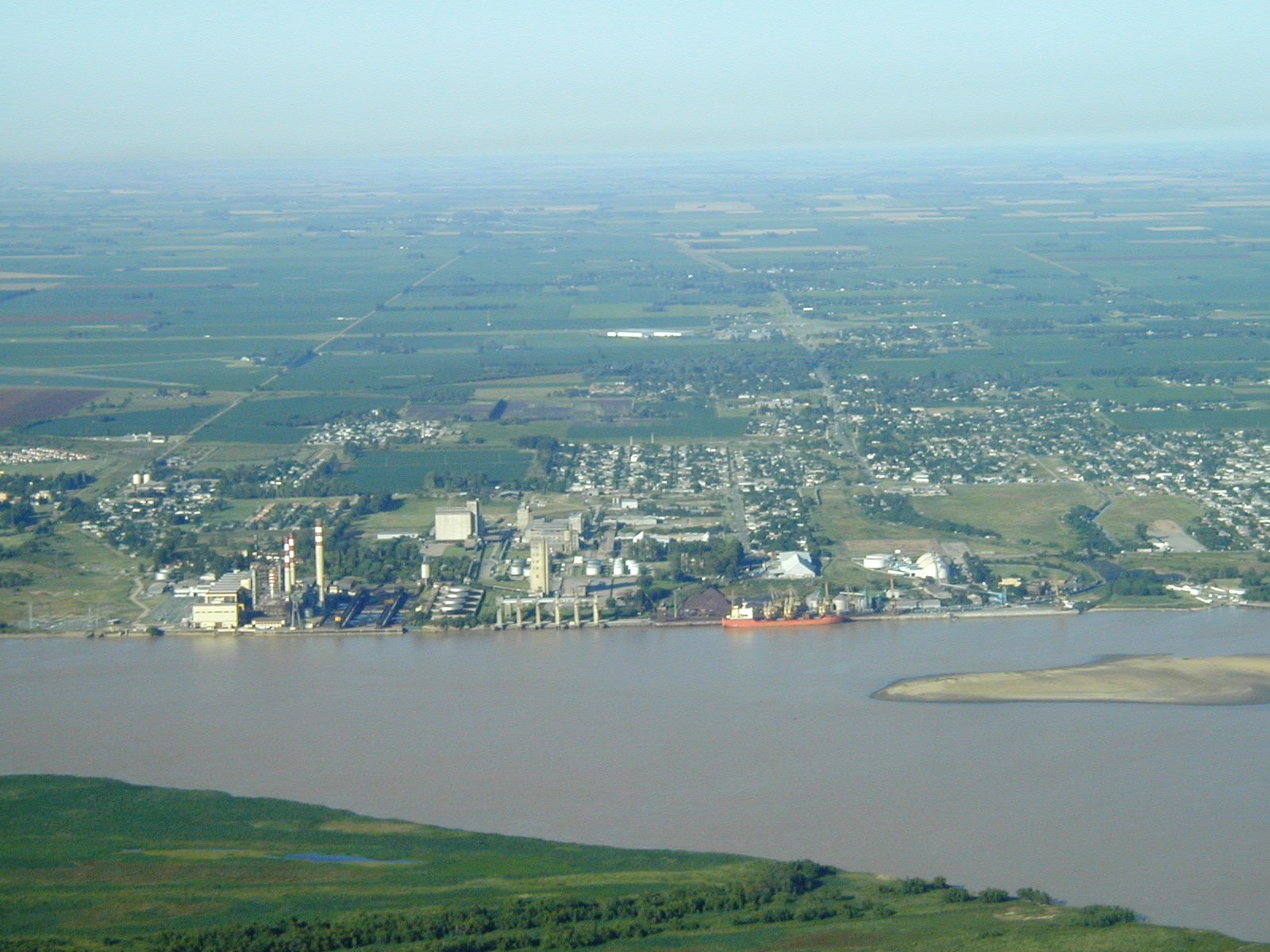
Порт
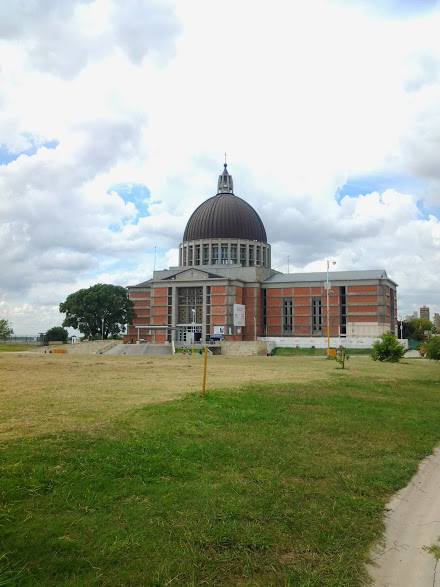
Храм Сан-Ніколаської Богородиці Розарію
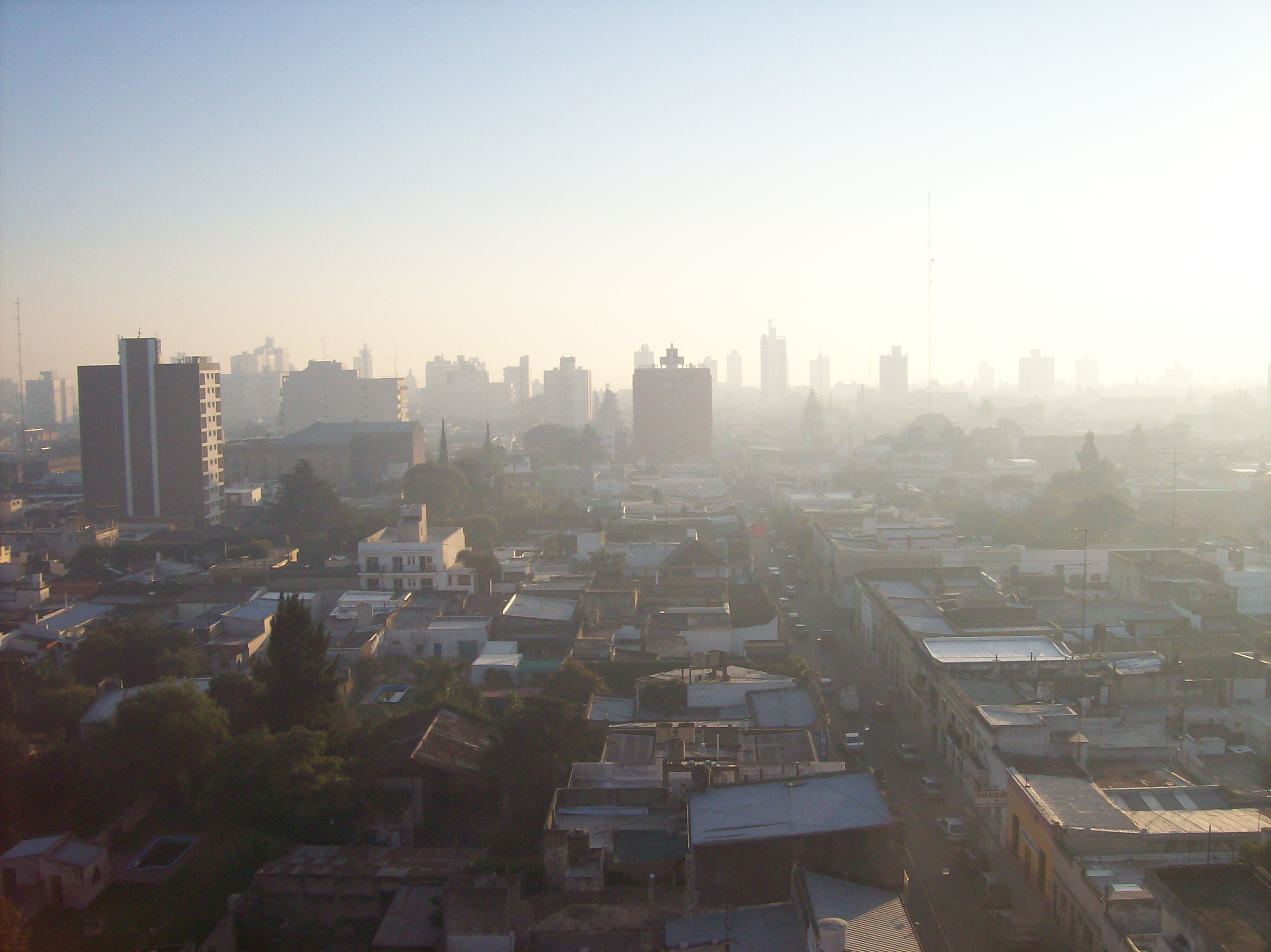
Місто згори

## Клімат
| Клімат Сан-Ніколас-де-лос-Арройоса (1961—1990) | Клімат Сан-Ніколас-де-лос-Арройоса (1961—1990) | Клімат Сан-Ніколас-де-лос-Арройоса (1961—1990) | Клімат Сан-Ніколас-де-лос-Арройоса (1961—1990) | Клімат Сан-Ніколас-де-лос-Арройоса (1961—1990) | Клімат Сан-Ніколас-де-лос-Арройоса (1961—1990) | Клімат Сан-Ніколас-де-лос-Арройоса (1961—1990) | Клімат Сан-Ніколас-де-лос-Арройоса (1961—1990) | Клімат Сан-Ніколас-де-лос-Арройоса (1961—1990) | Клімат Сан-Ніколас-де-лос-Арройоса (1961—1990) | Клімат Сан-Ніколас-де-лос-Арройоса (1961—1990) | Клімат Сан-Ніколас-де-лос-Арройоса (1961—1990) | Клімат Сан-Ніколас-де-лос-Арройоса (1961—1990) | Клімат Сан-Ніколас-де-лос-Арройоса (1961—1990) |
| Показник                                       | Січ.                                           | Лют.                                           | Бер.                                           | Квіт.                                          | Трав.                                          | Черв.                                          | Лип.                                           | Серп.                                          | Вер.                                           | Жовт.                                          | Лист.                                          | Груд.                                          | Рік                                            |
| Абсолютний максимум, °C                        | 40,5                                           | 38,9                                           | 37,0                                           | 33,8                                           | 32,9                                           | 29,0                                           | 31,6                                           | 36,1                                           | 37,3                                           | 37,7                                           | 37,6                                           | 40,3                                           | 40,5                                           |
| Середній максимум, °C                          | 30,8                                           | 29,5                                           | 27,0                                           | 23,4                                           | 20,2                                           | 16,5                                           | 16,4                                           | 18,3                                           | 20,7                                           | 23,6                                           | 26,6                                           | 29,5                                           | 23,5                                           |
| Середня температура, °C                        | 24,2                                           | 23,1                                           | 20,8                                           | 17,1                                           | 13,7                                           | 10,3                                           | 10,3                                           | 11,5                                           | 13,9                                           | 17,3                                           | 20,3                                           | 23,0                                           | 17,1                                           |
| Середній мінімум, °C                           | 17,7                                           | 17,0                                           | 15,2                                           | 11,7                                           | 8,3                                            | 5,3                                            | 5,3                                            | 5,7                                            | 7,6                                            | 10,9                                           | 13,8                                           | 16,4                                           | 11,2                                           |
| Абсолютний мінімум, °C                         | 7,0                                            | 6,2                                            | 3,1                                            | −0,3                                           | −5,7                                           | −5,7                                           | −6,9                                           | −7,8                                           | −4,8                                           | −1,2                                           | 1,8                                            | 5,1                                            | −7,8                                           |
| Середня кількість сонячних годин на місяць     | 313,1                                          | 271,2                                          | 244,9                                          | 216,0                                          | 189,1                                          | 150,0                                          | 164,3                                          | 201,5                                          | 201,0                                          | 232,5                                          | 270,0                                          | 291,4                                          | 2745,0                                         |
| Норма опадів, мм                               | 104.5                                          | 116.4                                          | 164.6                                          | 79.7                                           | 46.7                                           | 36.6                                           | 36.8                                           | 36.7                                           | 61.6                                           | 91.8                                           | 98.3                                           | 120.0                                          | 993.7                                          |
| Днів з опадами                                 | 9                                              | 8                                              | 9                                              | 7                                              | 6                                              | 5                                              | 5                                              | 5                                              | 6                                              | 9                                              | 9                                              | 9                                              | 87                                             |
| Вологість повітря, %                           | 69                                             | 72                                             | 78                                             | 81                                             | 82                                             | 82                                             | 82                                             | 77                                             | 74                                             | 73                                             | 70                                             | 68                                             | 76                                             |
| ---------------------------------------------- | ---------------------------------------------- | ---------------------------------------------- | ---------------------------------------------- | ---------------------------------------------- | ---------------------------------------------- | ---------------------------------------------- | ---------------------------------------------- | ---------------------------------------------- | ---------------------------------------------- | ---------------------------------------------- | ---------------------------------------------- | ---------------------------------------------- | ---------------------------------------------- |
| Джерело: http://www.smn.gov.ar/                |                                                |                                                |                                                |                                                |                                                |                                                |                                                |                                                |                                                |                                                |                                                |                                                |                                                |